# Konjugierte Polymere

trans-Polyacetylen

Konjugierte Polymere sind organische Makromoleküle, die entlang ihres Rückgrats durchgehend konjugierte Doppelbindungen enthalten (siehe rechts). Das ausgedehnte π-Elektronensystem verleiht solchen organischen Molekülen Halbleitereigenschaften. Durch Dotierung mit Ladungsträgern werden daraus leitfähige Polymere.
Eine Anwendung finden solche unter anderem in OLED, organischen Solarzellen und druckbaren elektrischen Schaltungen.

## Geschichte
Der erste entdeckte konjugierte Polymer war 1968 Poly(p-phenylenvinylen) (PPV). An ihm wurde 1990 als erstes die Elektrolumineszenz eines polymeren Materials entdeckt, und es war in der Folge das erste Material, aus dem OLEDs hergestellt wurden. Weitere Beispiele sind Polypyrrol (PPy), Polyfluoren (PF) und Polythiophen (PT).

## Vorteile
Gegenüber herkömmlichen Halbleitern besitzen konjugierte Polymere den Vorteil, dass sie einfach hergestellt werden können und dass es möglich ist, große und gleichzeitig biegsame Bauelemente (z. B. leuchtende Flächen, einrollbare Bildschirme) herzustellen.